# Großer Zapfenstreich

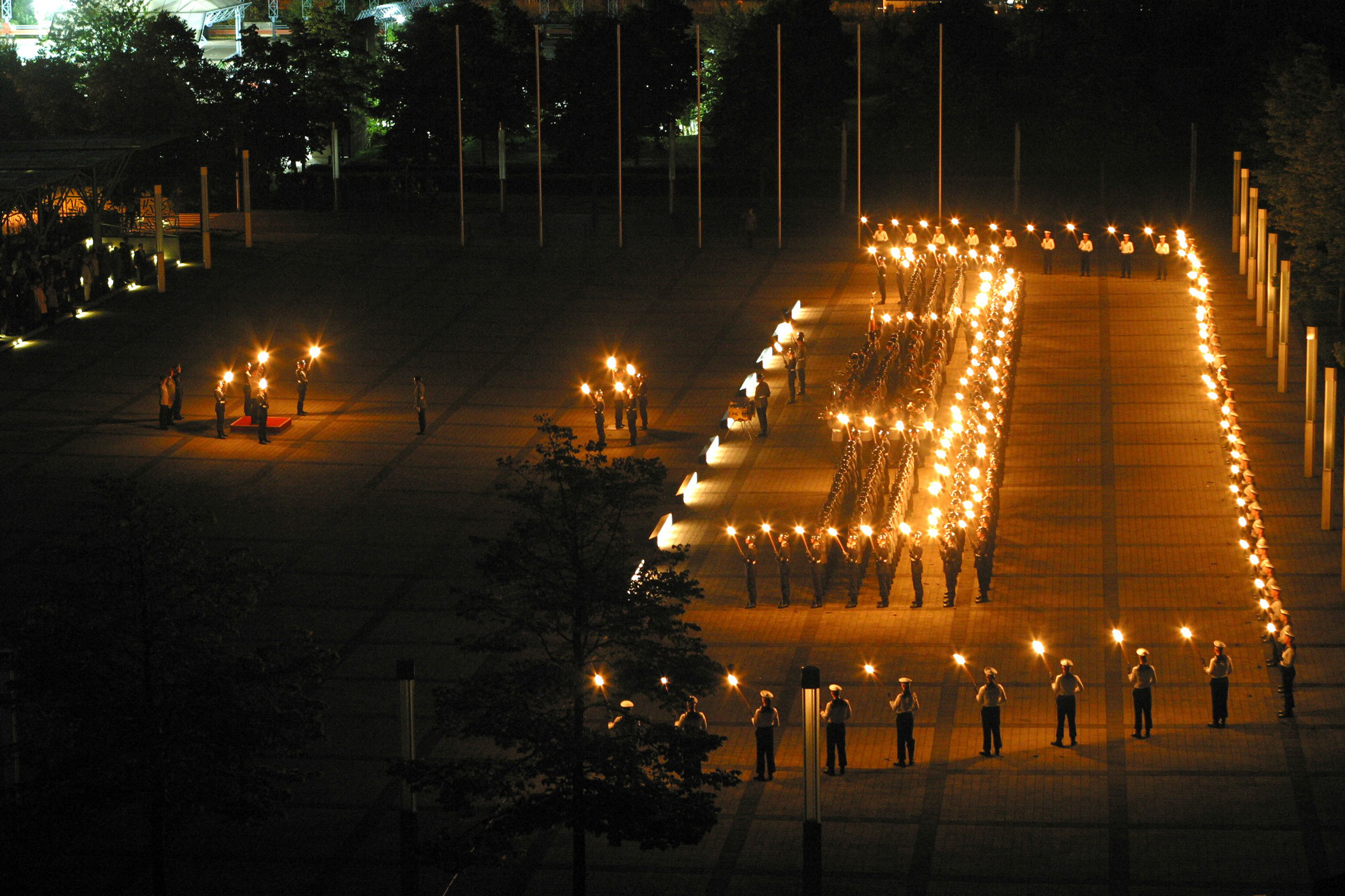
Soldati del Wachbataillon mentre eseguono un Großer Zapfenstreich a Bonn (2002).

Il Großer Zapfenstreich (in italiano "Grande tattoo") è una cerimonia militare praticata in Germania e in Austria.
Tale cerimonia è la più importante eseguita dal Bundeswehr e dal Bundesheer ed è allo stesso tempo il più alto onore che l'esercito tedesco e quello austriaco possono tributare a un civile.

## Storia
Questa particolare parata originò da un normale segnale di fine delle attività giornaliere delle truppe. Poco a poco evolvette diventando una tradizione più complessa, ma solo nell'Ottocento divenne un cerimoniale schematizzato, venendo eseguito nella sua forma attuale per la prima volta nel 1838.

## Versioni

### Germania occidentale / moderna

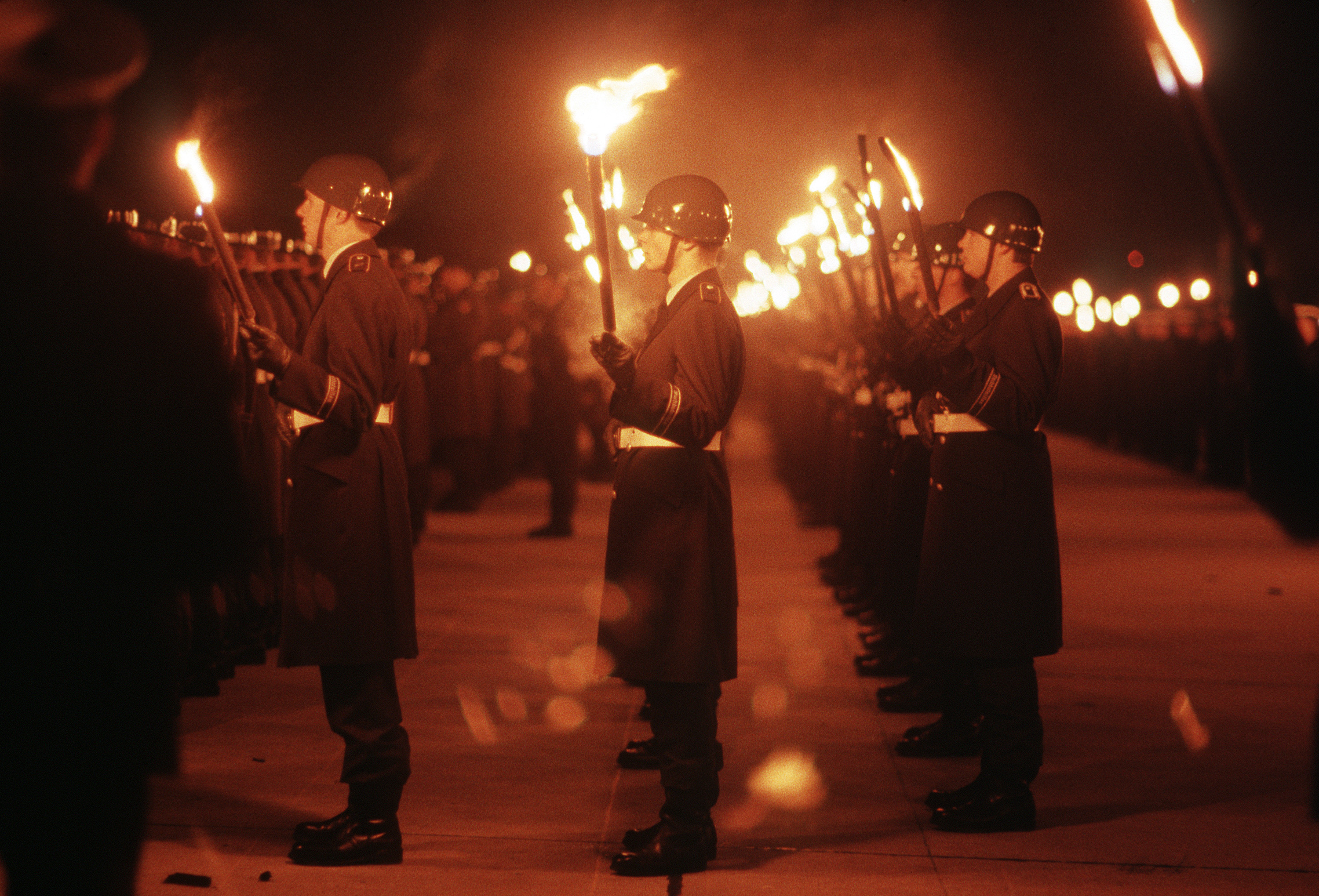
Großer Zapfenstreich del 1987 nella Germania occidentale per la dipartita del SACEUR Charles L. Donnelly Jr.

Nella Germania occidentale e moderna la cerimonia è tributata dal Wachbataillon. Tale cerimonia è riservata alle alte cariche dello Stato (Presidente della Repubblica, Cancelliere, Ministro della Difesa, Generali e Tenenti generali, SACEUR) oppure quelle equivalenti a livello internazionale.
L'ordine delle composizioni musicali è solitamente strutturato come segue:
- La Yorckscher Marsch (di Beethoven), con la quale arriva la banda dell'esercito e il Wachbataillon stessi;
- Una "serenata", composta da 3 o 4 brani scelti dalla persona oggetto di tributo (in caso di cerimonia eseguita quando finisce la carica) oppure dalla banda militare stessa;
- La rassegna vera e propria:
  - Locken zum Zapfenstreich (Annuncio dell'inizio della cerimonia) da parte dei tamburini e degli strumenti a fiato;
  - Preußischer Zapfenstreichmarsch
  - Retraite mit drei Posten
  - Ruf zum Gebet
  - Preghiera: "Ich bete an die Macht der Liebe" (di Bortnjans'kyj)
  - Ruf nach dem Gebet
  - Inno nazionale della Germania
- Dopo aver riformato la banda e il Wachbataillon per la marcia, la formazione militare si allontana sulle note di nuovo della Preußischer Zapfenstreichmarsch

Alcune delle cerimonie più imponenti degli ultimi anni sono state quelle del 1994 per il saluto alla dipartita delle truppe alleate di occupazione e quella del 1998 per la fine del cancellierato di Helmut Kohl.

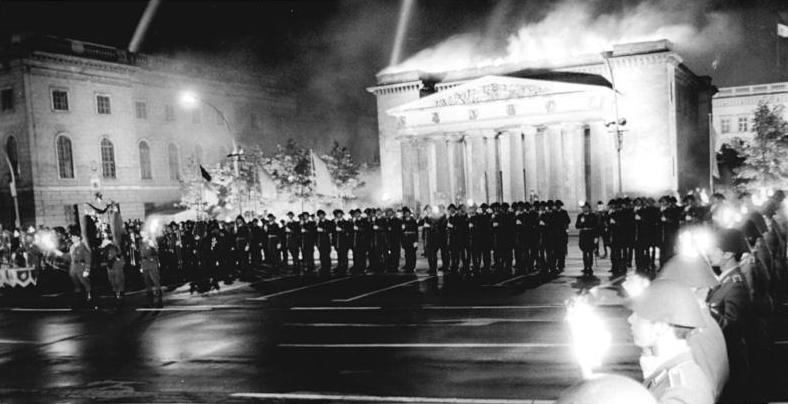
Großer Zapfenstreich della NVA nella Germania orientale il 5 ottobre 1974, nel 25º anniversario della fondazione della DDR.

### DDR
Nella Germania orientale la cerimonia, reistituita dal 1962, era tributata dai reparti d'onore della Nationale Volksarmee. Erano presenti alcune differenze rispetto alla coeva cerimonia della Germania occidentale: veniva suonato l'inno della DDR, l'Ehrung der Opfer des Faschismus und Militarismus ("Onori alle vittime del Fascismo e del Militarismo) e alcuni medley di composizioni musicali prevalentemente russe degli ultimi 150 anni.

### Austria
Nella cerimonia in versione austriaca, istituita dal 1965, vi sono alcune piccole differenze: viene suonato l'inno dell'Austria, l'Inno alla Gioia e una antica marcia austro-ungarica per la preparazione della banda.